# Vantmo
Vantmo är en ö i Finland.   Den ligger i kommunen Pargas i landskapet Egentliga Finland, i den sydvästra delen av landet, 190 km väster om huvudstaden Helsingfors.